# 里奇基 (若夫克瓦區)
50°16′34″N 23°38′57″E / 50.27611°N 23.64917°E
里奇基（烏克蘭語：Річки），是烏克蘭西部的村莊，隸屬利維夫州的利維夫區。該村始建於1531年，面積33平方公里，海拔高度230米，2001年人口1,319，人口密度每平方公里39.97人。